# Collinder 135
Collinder 135 (Pi Puppis groep, π Puppis groep) is een open sterrenhoop in het sterrenbeeld Achtersteven. De sterrenhoop bevat vier sterren die met het blote oog waargenomen kunnen worden en heeft een breed scala aan verschillende sterren. De sterrenhoop ligt in de zuidelijke hemelbol nabij een gebied met vele sterren. Collinder 135 klimt in de Benelux tot twee graden boven de zuidelijke horizon, en is daardoor een moeilijk op te sporen object. Enkel tijdens uiterst  transparante atmosfeer, een vlakke horizon, en een hoger gelegen waarnemingsplaats is er kans op het zien van de driehoek gevormd door de drie helderste sterren van Cr 135, waarvan de zuidelijkst gelegen ster π Puppis de helderste is.
De naam van de cluster verwijst naar de catalogus van 471 open sterrenhopen die in 1931 gepubliceerd werd door de Zweedse astronoom Per Collinder.

## Het opsporen van Collinder 135

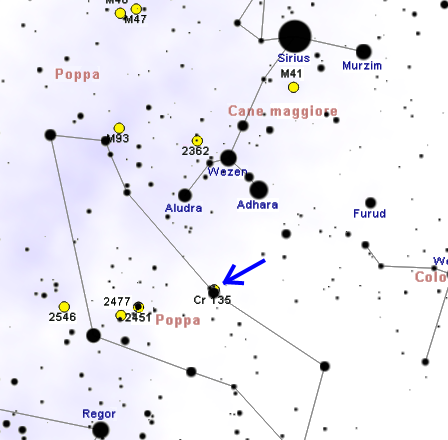
De locatie van Collinder 135

Waarnemers in Nederland en Vlaanderen kunnen pogingen ondernemen om de culminerende sterrengroep Collinder 135 net boven de zuidelijke horizon te zien te krijgen aan de hand van de relatief heldere sterren Delta, Epsilon, en Eta Canis Majoris die een opvallende driehoek vormen op acht graden ten noorden van Collinder 135. De driehoek Delta-Epsilon-Eta bevindt zich op een tiental graden ten zuid-zuidoosten van de heldere ster Alpha Canis Majoris (Sirius).